# Țibeni, Suceava
Țibeni (în maghiară Istensegíts, în germană Helfgott, în traducere „Doamne-ajută”) este un sat în comuna Satu Mare din județul Suceava, Bucovina, România.

## Istoric
Satul a fost întemeiat în anul 1776 de către secui care au părăsit zona Ciucului din cauza masacrului de la Siculeni. Până în anul 1941 a fost una din puținele așezări ale secuilor din Bucovina. În timpul celui de-al doilea război mondial, în urma unui acord dintre guvernele fasciste ale României și Ungariei, locuitorii din Țibeni au fost mutați în Bacica.

## Recensământul din 1930
Componența etnică a satului Țibeni
     Români (1,1%)
     Germani (3,25%)
     Evrei (1,2%)
     Maghiari (94%)
     Altă etnie (0,45%)
Componența confesională a satului Țibeni
     Ortodocși (0,7%)
     Romano-catolici (95,7%)
     Mozaici (1,28%)
     Evanghelici\Luterani (2%)
     Altă religie (0,32%)
Conform recensământului efectuat în 1930, populația satului Țibeni se ridica la 3239 locuitori. Majoritatea locuitorilor erau maghiari (94,0%), cu o minoritate de germani (3,25%), una de evrei (1,2%) și una de români (1,1%). Alte persoane s-au declarat: polonezi (1 persoană), ruși (3 persoane) și turci (1 persoană). Din punct de vedere confesional, majoritatea locuitorilor erau romano-catolici (95,7%), dar existau și ortodocși (0,7%) ,  mozaici (1,28%) și evanghelici\luterani (2,0%). Alte persoane au declarat: reformați\calvini (1 persoană), religie nedeclarată (12 persoane).